# Acantholimon balchanicum
Acantholimon balchanicum är en triftväxtart som beskrevs av Jevgenij Korovin. Acantholimon balchanicum ingår i släktet Acantholimon och familjen triftväxter. Inga underarter finns listade i Catalogue of Life.